# اکسانوربورنادین
اُکسانوربورنادی‌ان یا اوکسانوربورنادی‌ان (به انگلیسی: Oxanorbornadiene) که بعضاً آن را با مخفف OND نیز می‌شناسند، یک ترکیب آلی دو حلقه‌ای با یک اتم اکسیژن در موقعیت پل است. این اتم اکسیژن عامل اتصال دو اتم کربن موجود در موقعیت‌های ۱ و ۴ در یک ساختار ۱و۴-سیکلوهگزادی‌ان است.

## سنتز
در حالی که ترکیب بدون استخلاف اکسانوربورنادی‌ان شناخته شده است، بسیاری از مشتق اکسانوربورنادی‌ان دارای گروه کربوکسیلیک اسید در موقعیت‌های ۲ و ۳ یکی از مفیدترین مشتقات این ترکیب محسوب می‌شود. این مشتق به آسانی از طریق انجام یک واکنش دیلز-آلدر بین یک مولکول فوران و یکی از مشتقات مولکول استیلن دی‌کربوکسیلات مانند دی‌متیل استیلن‌دی‌کربوکسیلات قابل تهیه است.

## واکنش‌پذیری
مشتقات اکسانوربورنادی‌ان دارای گروه کربوکسیلیک اسید در موقعیت‌های ۲ و ۳ واکنش‌پذیری زیاد و غیرمعمولی در مقابل آزیدها و تیولها از خود نشان می‌دهند. ترکیبات تیواکسانوربورنادی‌ان مستعد انجام واکنش دیلز-آلدر برگشتی و در نتیجه تولید مواد اولیه می‌باشند.